# Вільгельмсфельд
Вільгельмсфельд (нім. Wilhelmsfeld) — громада в Німеччині, у землі Баден-Вюртемберг. Підпорядковується адміністративному округу Карлсруе. Входить до складу району Рейн-Неккар.
Площа — 4,75 км2. Населення становить 3149 ос. (станом на 31 грудня 2020).